# 1972年の極東ロシア地域における地名変更
1972年の極東ロシア地域における地名変更ではソビエト連邦の極東ロシア地域における中国語や満洲語などに由来する地名のロシア式地名への改称について説明する。

## 概要
1972年以前の極東ロシア地域には中国語や満洲語などに由来する地名が数多く存在していた。これは1860年に北京条約が締結される以前は清朝の領土であり漢民族や満洲民族が居住していたこと、ロシアの地理学者や開拓者が土着の地名をそのまま使用した場合が多かったためである。そのため、ポシェトやウラジオストク、スラヴャンカなどのロシア式地名と、テチューヘ（野猪河）などの中国式地名が共存していた。しかしながら、1960年代以降に中ソ対立が深刻化した影響により、1972年にソ連政府が極東ロシア地域に残る中国式地名をロシア式地名に改称することを決定した。ただし現在でも中国語や満洲語に由来する地名は一部に残存している。

## 改称された主な地名
- テチューヘ（Тетюхе、野猪河）→ダリネゴルスク
- イマン（Иман、伊曼）→ダリネレチェンスク
- スーチャン（Сучан、蘇城）→パルチザンスク
- ワンゴウ（Вангоу、湾溝）→ラゾ
- シナンチャ（Синанча、西南岔）→チェレムシャニ
- ワンパウシ（Вампауши、湾泊石）→ムイソヴォイ

## 現在も残る中国語・満洲語等由来の地名
- シホテアリン山脈（Shikhote Alin、錫赫特山脈）
- ドゥッセアリン山脈（Dusse-Alin、斗色山脈）
- ヤムアリン山脈（Yam Alin、楊山脈）
- ミャオチャンアリン山脈（Miao-Chan Alin）
- イルフリアリン山（Ilkhuri Alin、伊勒呼里山）
- ハンカ湖（Khanka、興凱湖）
- ウスリー川（Ussuri、烏蘇里江）
- アムール川（Amur、モンゴル語由来）
- シャンタル諸島（Shantar、ニヴフ語由来）